# Mikasa Sports
Mikasa Corporation (株式会社 ミカサ, Kabushiki Kaisha Mikasa), é uma empresa japonesa de equipamentos esportivos e artigos esportivos com sede corporativa internacional localizada em Nishi-ku, Hiroshima, Chūgoku. Especializada em equipamentos para jogos com bola, as bolas fabricadas pela Mikasa para modalidades esportivas de futebol, corfebol, basquete, vôlei, polo aquático e handebol são frequentemente utilizadas em partidas, jogos e competições oficiais.
Mais notavelmente, as bolas de vôlei Mikasa são as bolas oficiais para todas as competições mundiais da Fédération Internationale de Volleyball (Federação Internacional de Voleibol) e várias ligas domésticas fora da América do Norte. A bola de vôlei Mikasa é a bola oficial das Olimpíadas . Atualmente, clubes, regiões, escolas secundárias, faculdades e torneios nos Estados Unidos usam as bolas de vôlei Mikasa.

## História
A Mikasa foi fundada em 1917 como Hiroshima Gomu Corporation. A empresa começou sua vida produzindo diversos tipos de produtos de borracha, como chinelos e bolas de queimada. Começou a usar a marca Mikasa em seus produtos esportivos em 1935 e, no início da década de 1940, consolidou-se com várias empresas rivais de borracha. Após a Segunda Guerra Mundial, a empresa cresceu rapidamente: as bolas de vôlei Mikasa fizeram sua estreia olímpica nas Olimpíadas de Tóquio em 1964 e, na década de 1970, a empresa começou a se expandir globalmente. Desde 1980, a Mikasa também produz a bola oficial de pólo aquático olímpico.
Na década de 2000, Mikasa enfrentou acusações de violações trabalhistas em algumas fábricas na Tailândia . A CSI publicou um relatório alegando campanhas anti-trabalhistas por parte da administração da empresa. O relatório detalhou alegações de práticas trabalhistas antiéticas, como a penalização de líderes sindicais e organizadores trabalhistas por meio de transferências discriminatórias e procedimentos disciplinares injustos. A CSI argumentou que Mikasa conseguiu forçar a renúncia da maior parte do comitê sindical da fábrica em afronta ao direito de organização de seus funcionários. A Thai Labour Campaign alegou que os novos trabalhadores da fábrica de Mikasa recebiam apenas 173 baht por dia. (equivalente a $ 4,36 por dia em 2006) 

## Produtos
A Mikasa fabrica muitos tipos diferentes de bolas, incluindo produtos para basquete, vôlei de praia e de salão, futebol, rugby, waterpolo, korfball, futebol americano e rugby football . (Os dois últimos estão disponíveis apenas nos Estados Unidos ) 

## Patrocínios
A Mikasa tem sido fornecedora oficial de bolas para as seguintes ligas e associações, além de ter acordos de exclusividade com alguns atletas de destaque:

### Vôlei

#### Atletas
- Misty May-Treanor
- Reid Priddy
- Marta Menegatti[9]
- Sara Hughes[10]

#### clubes
- HAOK Mladost
- C.S.M. Arcada Galati
- Dinamo Moscow

#### Federações
- Fédération Internationale (FIVB)

## Seleções de Voleibol
- Seleção Portuguesa de Voleibol Masculino
- Seleção Sueca de Voleibol Masculino
- Seleção Montenegrina de Voleibol Masculino
- Seleção Azeri de Voleibol Masculino

### Pólo aquático
- Ligue Européenne de Natation
- Fédération Internationale de Natation (homens e mulheres)
- Tony Azevedo
- Seleções nacionais masculinas e femininas

## Galeria

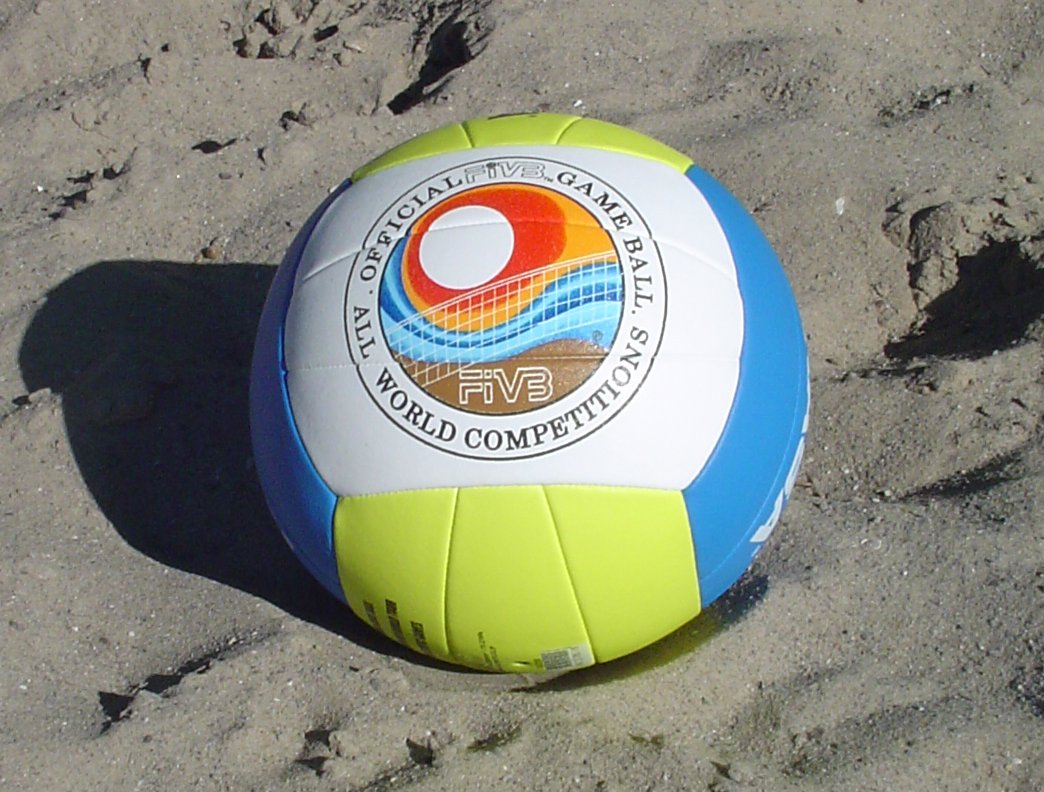
vôlei de praia
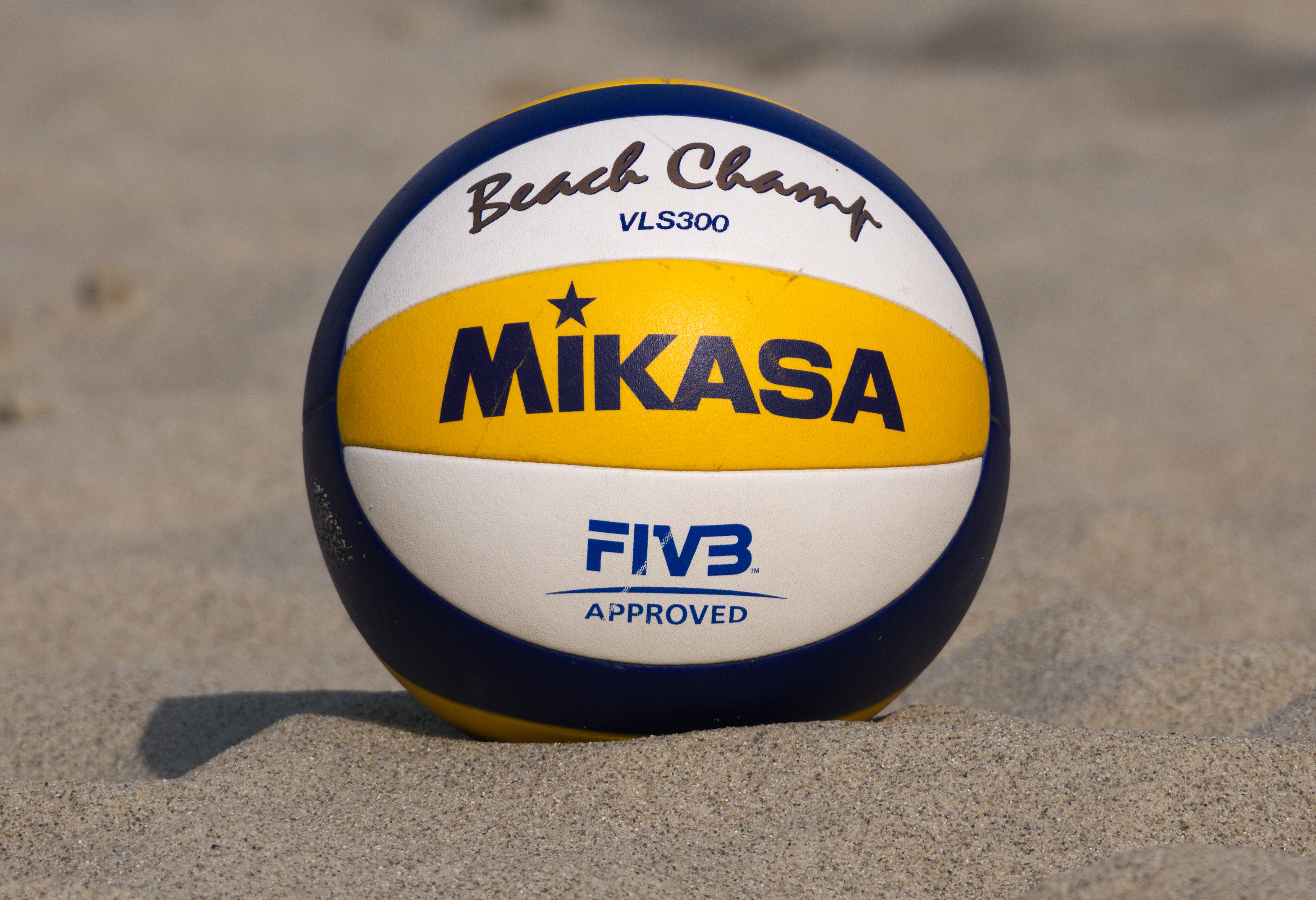
Mikasa VLS300
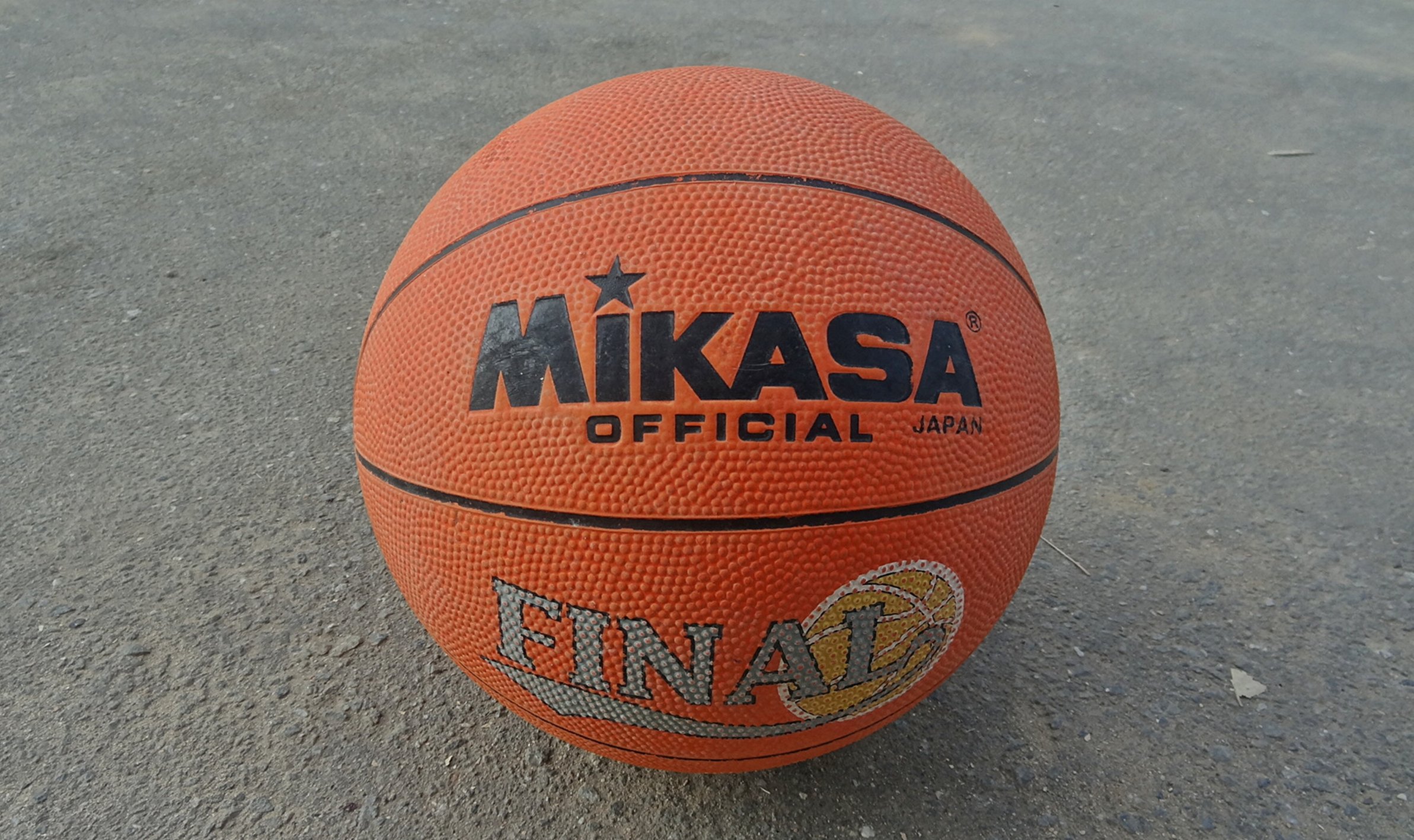
Basquetebol
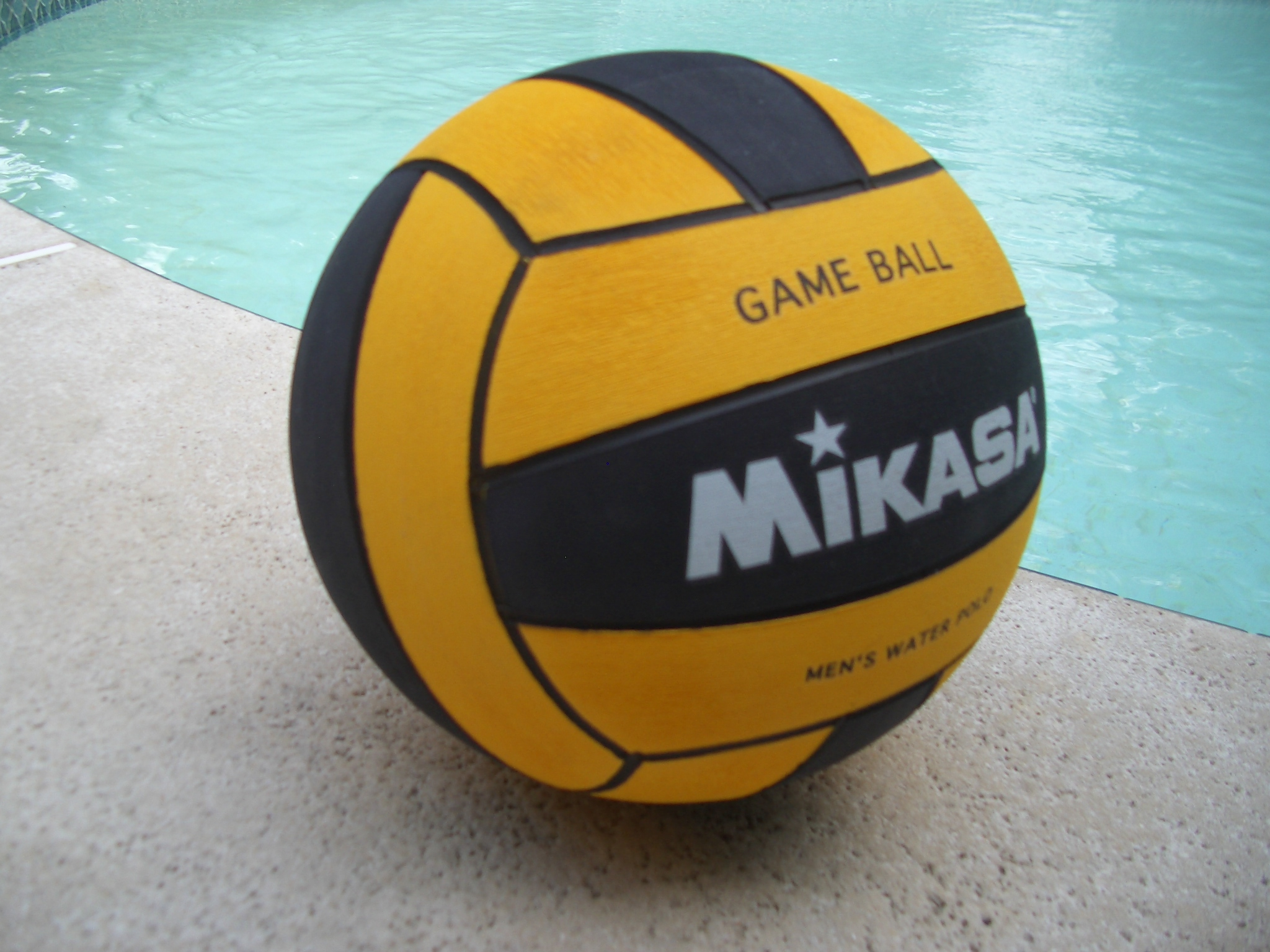
Bola de polo aquático
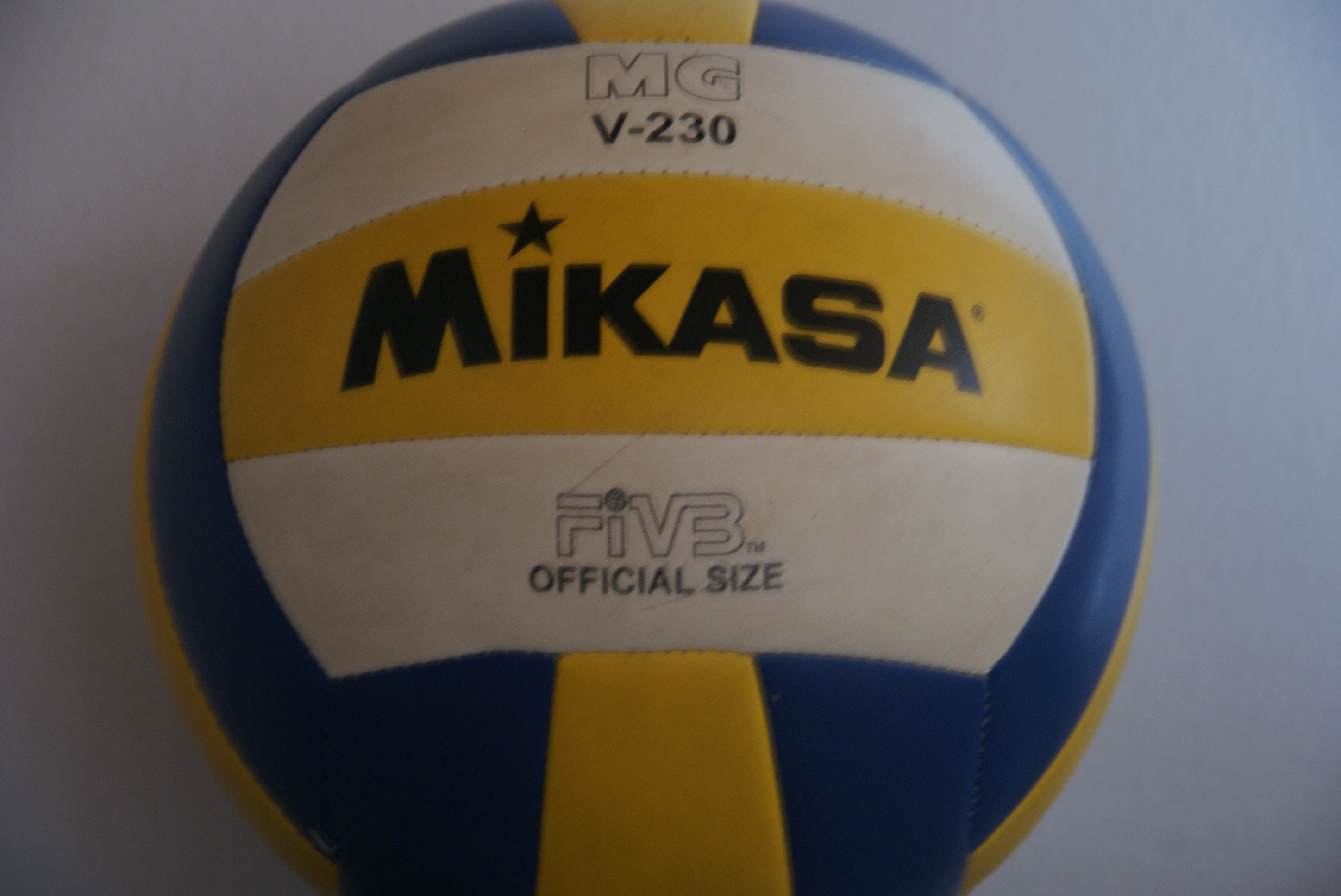
Voleibol de salão
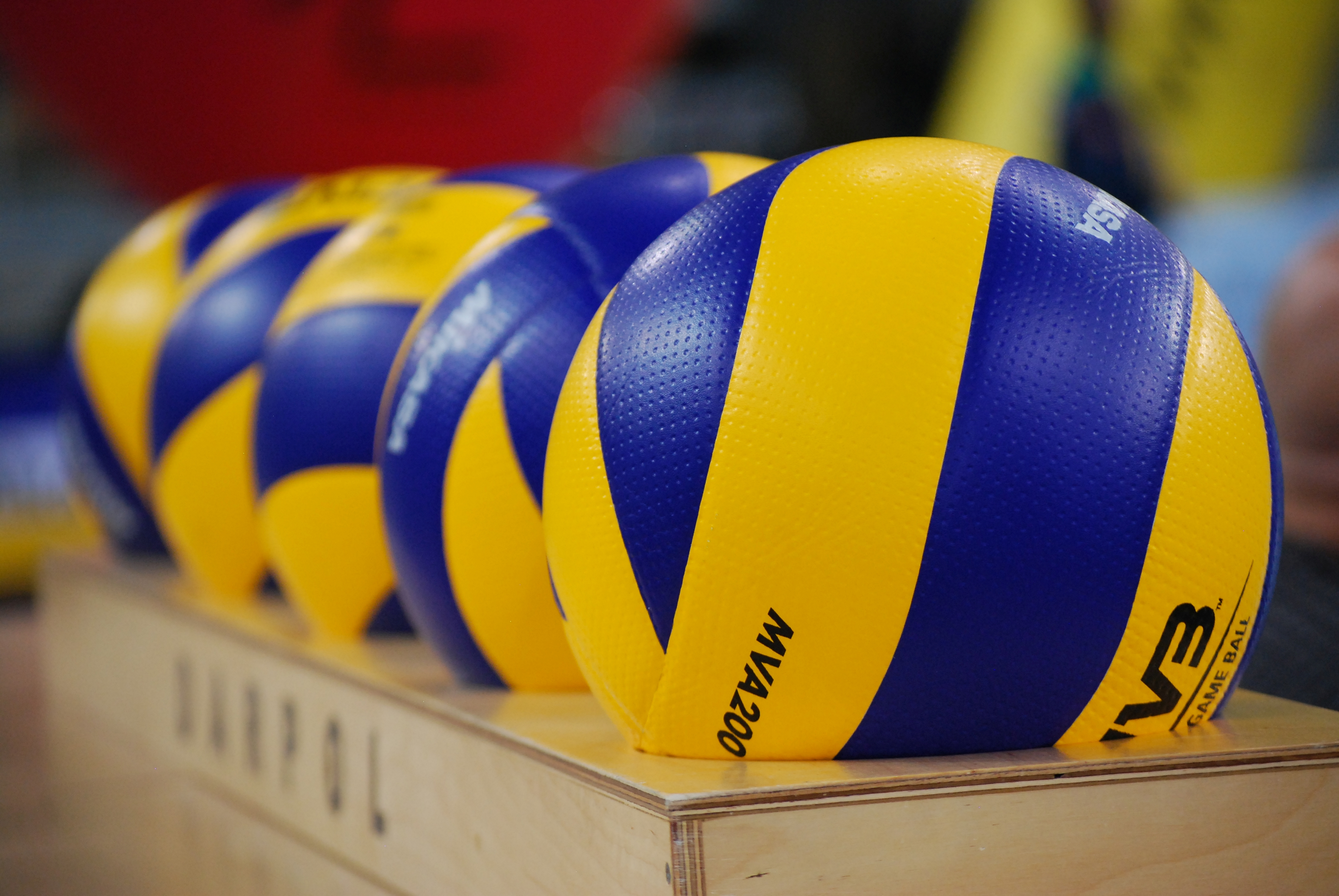
Bolas de vôlei usadas na Polônia
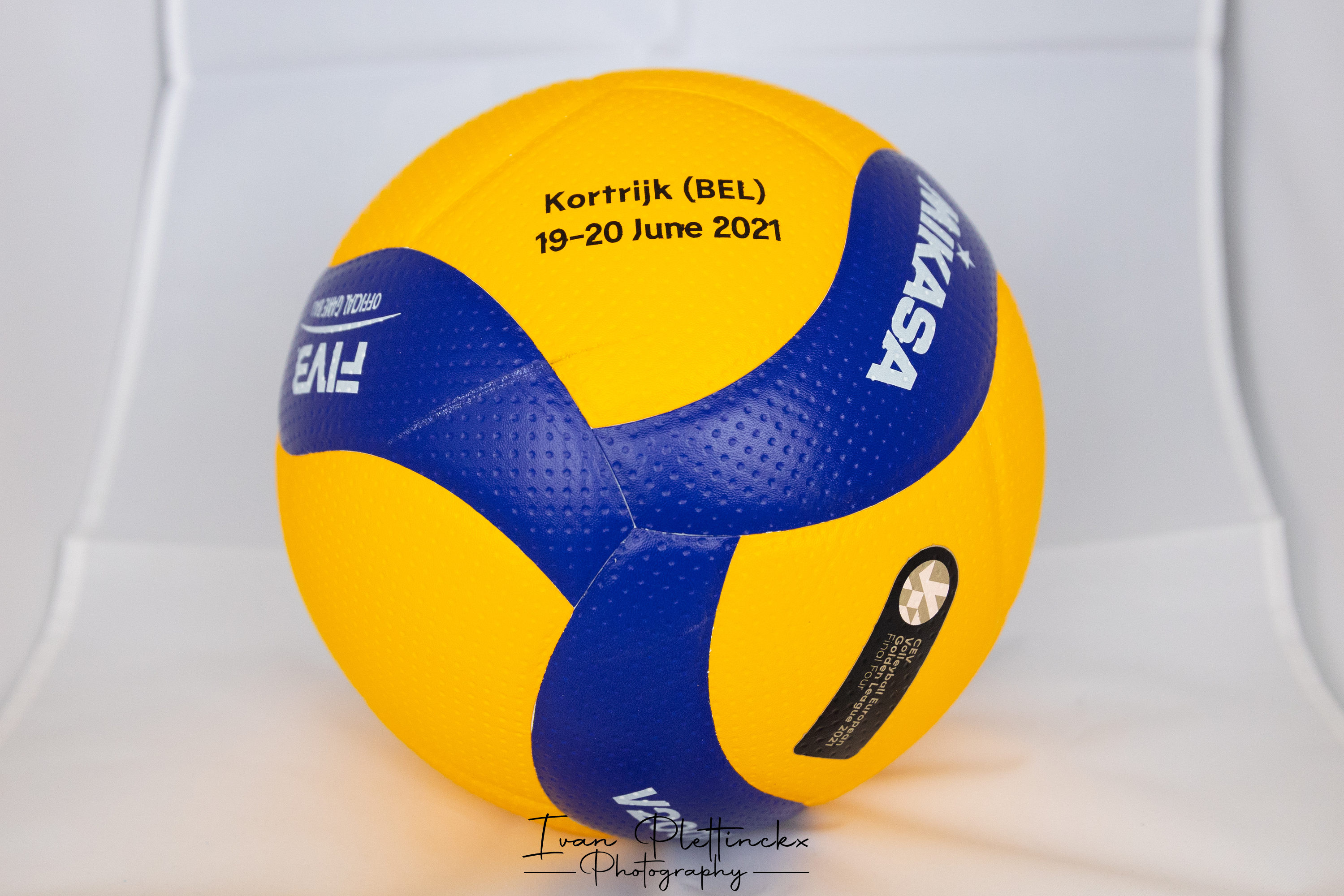
Mikasa V200W usado na European Golden League Final Four 2021